# Bầu cử liên bang Canada 2011
Bầu cử liên bang Canada năm 2011 là cuộc bầu cử dự kiến tổ chức ngày 02 tháng 5 năm 2011. Sau khi thành viên của Nghị viện Canada do Đảng Tự do Canada chủ xướng bỏ phiếu bất tín nhiệm ngày 25 tháng 3 năm 2011 với kết quả rằng chính phủ thiểu số của Đảng Bảo thủ Canada không đạt tín nhiệm của Nghị viện, Thủ tướng Stephen Harper đã kiến nghị Toàn quyền Canada David Johnston ra chỉ thị bầu cử, chỉ thị này đã được ban hành vào ngày 26 tháng 3 năm 2011
.

## Bối cảnh
Cuộc bầu cử liên bang năm 2008 dẫn đến một chính phủ Bảo thủ thiểu số thứ hai liên tiếp. Việc đầu tiên, được bầu trong cuộc bầu cử liên bang năm 2006, kéo dài gần ba năm và trở thành thiểu số nghị viện tồn tại lâu nhất trong lịch sử Canada.
Bản mẫu:Tổng tuyển cử Canada 2011